# Talsperre Mlýnice
Die Talsperre Mlýnice (deutsch „Talsperre Mühlscheibe“) ist eine typische Intze-Staumauer im Isergebirge in Böhmen (Tschechien), zur Bauzeit zu Österreich gehörig. Die Talsperre liegt im Ortsteil Mlýnice („Mühlscheibe“) der Gemeinde Nová Ves („Neundorf“) nördlich von Liberec („Reichenberg“). 

## Zweck
Die Talsperre dient dem Schutz vor Hochwasser und der Niedrigwasseraufhöhung. Das gestaute Gewässer ist der Albrechtický potok („Scheidebach“) im Quellgebiet der Jeřice („Görsbach“).

## Die Staumauer
Die Staumauer wurde von 1904 bis 1906 unter der Oberbauleitung von Prof. Intze aus Aachen als Gewichtsstaumauer gebaut. Nach dem Tod von Prof. Intze im Dezember 1904 übernahm der Oberingenieur E. v. Scheure die Oberbauleitung. Die örtliche Bauleitung hatte der Ingenieur H. Schmidt.
Die Mauer ist aus Hornblendegranit-Bruchsteinen gemauert. Als Mörtel wurde Zementtrass verwendet. 

## Weitere Talsperren
Zum Schutz vor Hochwasser wurden zu dieser Zeit insgesamt sechs Talsperren im Flussgebiet der Görlitzer Neiße (Lausitzer Neiße) geplant. Auslöser waren die Hochwasser des Jahres 1897 in großen Teilen Böhmens, Sachsens, Preußens und den Alpenländern. Zu diesem Zweck war im Jahr 1900 die „Wassergenossenschaft zur Regulierung der Wasserläufe und Erbauung von Talsperren im Flussgebiete der Görlitzer Neiße“ gegründet worden. – Die anderen fünf sind:
- Grünwalder Wasser (Mseno) (Stauinhalt 2,7 Mio. m³)
- Harzdorf (Harcov) (Stauinhalt 0,63 Mio. m³)
- Friedrichswald/Schwarze Neiße (Bedrichov) (Stauinhalt 2,0 Mio. m³)
- Görsbach/Gierschbach (Stauinhalt 0,5 Mio. m³) (war 1906 noch in Planung)
- Voigtsbach (Fojtka) (Stauinhalt 0,25 Mio. m³)

Die Talsperre Görsbach wurde wahrscheinlich nicht gebaut. In Listen tschechischer Talsperren ist heute keine passende Staumauer zu finden.